# Parabelbella furcata
Parabelbella furcata är en kvalsterart som först beskrevs av Wang och Lu 1995.  Parabelbella furcata ingår i släktet Parabelbella och familjen Damaeidae. Inga underarter finns listade i Catalogue of Life.